# Klaus Wöller
Klaus Wöller   (Hannover, 23 d'abril de 1956 - 14 de desembre de 2024) va ser un jugador d'handbol alemany que va competir als Jocs Olímpics d'Estiu de 1984, i va formar part de la selecció de la República Federal Alemanya que va guanyar la medalla d'argent a les Olimpíades de Los Angeles. Hi va jugar cinc partits com a porter.